# Aulacocalyx
Aulacocalyx es un género con 16 especies de plantas con flores perteneciente a la familia Rubiaceae. Es originario de África tropical.

## Especies seleccionadas
- Aulacocalyx auriculata
- Aulacocalyx caudata
- Aulacocalyx diervilleoides
- Aulacocalyx divergens
- Aulacocalyx infundibuliflora
- Aulacocalyx jasminiflora

## Sinonimia
- Dorothea